# Будешть (Васлуй)
Будешть, Будешті (рум. Budești) — село у повіті Васлуй в Румунії. Входить до складу комуни Крецешть.
Село розташоване на відстані 281 км на північний схід від Бухареста, 17 км на схід від Васлуя, 66 км на південний схід від Ясс, 132 км на північ від Галаца.

## Населення
За даними перепису населення 2002 року у селі проживали 257 осіб, усі — румуни. Усі жителі села рідною мовою назвали румунську.